# Burnham-on-Crouch
Burnham-on-Crouch – miasto i civil parish portowe w Wielkiej Brytanii, w Anglii, w regionie East of England, w hrabstwie Essex, w dystrykcie Maldon. W 2011 roku civil parish liczyła 7671 mieszkańców. Burnham jest wspomniana w Domesday Book (1086) jako Burn(e)ham.